# Estación de Bellatierra
Bellatierra (en catalán y oficialmente Bellaterra) es una estación de ferrocarril suburbano de la línea S2 de la línea Barcelona-Vallés de FGC situada en el barrio de Bellaterra de Sardañola del Vallés, alejada del centro urbano del municipio. En el año 2018 registró un número de 549 239 usuarios.

## Situación ferroviaria
Está situada en el punto kilométrico 4,4 del ramal de ancho internacional Sant Cugat-Sabadell de la línea Barcelona-Vallés, a 170 metros de altitud. El tramo es de vía doble y está electrificado.

## Historia
Las obras de la línea San Cugat-Sabadell corrieron a cargo de la Compañía de los Ferrocarriles de Cataluña (FCC), constituida por Frederick Stark Pearson, que en 1912 había integrado a su predecesora, la Compañía del Ferrocarril Sarriá a Barcelona (FSB). Ésta a su vez adquirió a la que dio origen a la línea del Vallés, la Compañía del Ferrocarril de Barcelona a Sarriá (FBS), debido a la acumulación de deudas de esta última, en 1874.
La estación fue puesta en servicio el 22 de junio de 1930, aunque ya circulaban trenes por el tramo desde 1922, con la puesta en servicio del tramo entre San Cugat Centro y Sabadell-Estación.
En 1936, con el estallido de la Guerra Civil, la línea pasó a manos de colectivizaciones de obreros que se hicieron cargo de la infraestructura y la gestión de la línea. En 1939 fueron devueltas a sus propietarios antes de las colectivizaciones.
Cabe destacar que en 1941, con la nacionalización del ferrocarril en España, FCC, FSB y sus infraestructuras no pasaron a ser gestionadas por RENFE, debido a que la línea no era de ancho ibérico.
La Compañía del Ferrocarril de Sarriá a Barcelona (FSB), a partir de la década de 1970, empezó a sufrir problemas financieros debido a la inflación, el aumento de los gastos de explotación y tarifas obligadas sin ninguna compensación. En 1977 después de pedir subvenciones a diferentes instituciones, solicitó el rescate de la concesión de las líneas urbanas pero el Ayuntamiento de Barcelona denegó la petición y el 23 de mayo de 1977 se anunció la clausura de la red a partir del 20 de junio. El Gobierno evitó el cierre de la red de FSB otorgando por Real decreto la explotación y las líneas a Ferrocarriles de Vía Estrecha (FEVE) el 17 de junio de 1977, de forma provisional, mientras el Ministerio de Obras Públicas del Gobierno de España, la Diputación de Barcelona, la Corporación Metropolitana de Barcelona y la Ayuntamiento de Barcelona estudiaban el régimen de explotación de esta red. Debido a la indefinición se produjo una degradación del material e instalaciones, que en algún momento determinaron la paralización de la explotación.
Con la instauración de la Generalidad de Cataluña, el Gobierno de España traspasó a la Generalidad la gestión de las líneas explotadas por FEVE en Cataluña, gestionando así los Ferrocarriles de Cataluña a través del Departamento de Política Territorial y Obras Públicas (DPTOP) hasta que se creó en 1979 la empresa Ferrocarriles de la Generalidad de Cataluña (FGC), la cual integraba el 7 de noviembre de 1979 a su red estos ferrocarriles con la denominación Línea Cataluña y Sarriá.

## La estación
La estación original disponía de una vía y un andén, a la que pronto se le dotó de una segunda vía con andenes laterales. El edificio de viajeros, de dos plantas, se encuentra a la izquierda de las vías, con frontal y laterales porticadas y señoriales. La estación ha sufrido varias modificaciones como la instalación de andenes altas con marquesinas en 1957 y los diferentes cambios de ubicación de las vías. Posteriormente, la llegada de la doble vía desde San Cugat Centro y la construcción del ramal de la Universidad Autónoma en 1984 conllevaría una nueva ampliación, construyendo una vía muerta a la salida de la estación para hacer trenes lanzadera a la Universidad. Más tarde se instaló una tercera vía con andén compartida con la vía 1, que también era una vía muerta para los trenes lanzadera. En septiembre de 1995 entró en servicio la variante entre Universidad Autónoma y San Quirico, por lo que Bellatierra dejó de ser una estación de bifurcación para líneas. Más tarde, la vía muerta fue retirada a la salida de la estación y la vía 3 se unió con la general del lado de Barcelona para convertirse en una vía derivada.
El edificio de viajeros, de dos plantas, se encuentra a la izquierda de las vías, con frontal y laterales porticadas y señoriales. Presenta disposición lateral a la vía y su andén lateral accede directamente a la vía 2 sentido Barcelona. Existe un andén central al que acceden la vía general 1 (sentido Sabadell) y la vía derivada 3. Cada andén tiene acceso independiente, aunque se conectan con un paso inferior y ascensores. El andén de las vías 1 y 3 tiene una entrada con máquinas de venta de billetes y barreras de control de accesos. El acceso al andén de la vía 2 es a través del edificio original de pasajeros de la estación, que alberga en su interior un vestíbulo con máquinas expendedoras de billetes, barreras tarifarias y un aseo público, entre otras dependencias.

## Tarifa plana
Esta estación está dentro de la tarifa plana del área metropolitana de Barcelona, cualquier trayecto entre dos de los municipios de la área metropolitana de Barcelona se contará como zona 1.

## Servicios ferroviarios
| Destino                       | Estación | línea | Estación             | Anterior y siguiente      |
| ----------------------------- | -------- | ----- | -------------------- | ------------------------- |
| Línea Barcelona-Vallès de FGC |          |       |                      |                           |
| Barcelona-Plaza de Cataluña   | San Juan |       | Universidad Autónoma | Sabadell-Parque del Norte |